# عبد الناصر السعيد
الدكتور عبد الناصر بن محمد الغامدي مستشار مجلس الشورى السعودي لأمن المعلومات
عبد الناصر محمد الغامدي، بيروقراطي سعودي. مستشار بمجلس الشورى
السعودي منذ الدورة الخامسة (بدءاً من 1430/10/3هـ).
ولد في الباحة، في الموافق 1967 ميلادي.

## دراستة
عرف الدكتور عبد الناصر الغامدي بتفوقه العلمي نال الترتيب الأول في درجة بكالوريوس في مجال الحاسب وبرمجة المعلومات بجامعة الملك فهد للبترول والمعادن على الدفعة الخامسة في عام 1989 ثم أوفد للدراسة بأميركا، حيث حصل الدكتور الغامدي على درجة الماجستير في امن المعلومات من جامعة يونفرستي كاليفورنيا لوس انجليس المرموقة التي تعرف باسم UCLA بالولايات المتحدة الأمريكية – المصنفة ضمن أفضل 20 جامعة على مستوى العالم. ثم حصل على درجة الدكتوراه في برمجة وامن المعلومات بجامعة كامبردج العريقة بإنجلترا والتي تعد من أقدم جامعات غرب وسط بريطانيا، اتم دراسة 63 دورة في مجالات مختلفة.

## إنجازات علمية
- أدرج اسم الدكتورالغامدي ضمن موسوعة WHO'S WHO الدولية لكبار الشخصيات البارزة عن المجال الأكاديمي.
- أدرج بمعجم السير الذاتية الدولي - المركز الدولي للسير الذاتية IBC - كيمبردج- إنجلترا.
- أدرج الدكتور ضمن قاعدة الكفاءات العربية التي يصدرها معهد الإدارة العامة الشهير بالرياض - المملكة العربية السعودية.
- حاصل على CISA مدقق نظم المعلومات المعتمد أحد أبرز الشهادات في إدارة وتدقييق النظم المعلوماتية.
- حاصل على شهادة CISSP خبير أمن معلومات معتمد شهادة مهمة في أمن المعلومات.
- يملك شهادات متخصصة في أغلب الشركات الكبيرة لتخصص أمن المعلومات مثل ميكرسوفت وسن وسيسكو.

## روابط ذات صلة
مجلس الشورى السعودي